# Ayaş (Ankara)
Ayaş ist eine Gemeinde und ein gebietsmäßig deckungsgleicher İlçe (staatlicher Verwaltungsbezirk) in der Provinz Ankara. Die Gemeinde gehört zur Großstadtkommune Ankara (Ankara Büyükşehir Belediyesi), die alle Gemeinden der Provinz umfasst.

## Geographie
Ayaş liegt 58 km von dem geschlossenen Siedlungsraum von Ankara entfernt und ist von diesem durch über 1100 m hohe Straßenpässe (Aysantı Geçidi: 1190 m, Ayaşbeli: 1195 m) getrennt. Es liegt auf der Binnenseite eines Ausläufers des pontischen Gebirges in relativ grüner Umgebung in einem tiefen Tal. Das darin fließende Gewässer gehört zum Einzugsbereich des Sakarya. Das Gebiet des İlçe ist relativ waldreich.
Von den landwirtschaftlichen Erzeugnissen sind die Wolle der Angoraziegen sowie Maulbeeren, Süßkirschen und insbesondere auch Tomaten erwähnenswert. Einen weiteren Wirtschaftszweig bildet der Tourismus, bedingt durch die Lage am Rand des Gebirges und die Vorkommen von Thermalquellen, die für Trink- und Badekuren geeignet sind.
14 km nördlich der Stadt befindet sich die Asartepe-Talsperre am İlhan Çayı.

## Historisches
Ayaş ist eine alte Siedlung, die bereits in osmanischer Zeit blühte. Es war bereits 1354 unter osmanische Herrschaft geraten und wird bereits bei Evliya Çelebi mit seinen Herbergen, Badehäusern, Brunnen, Gärten und Weinbergen erwähnt. Die Lage an einem Zweig der Seidenstraße, der über Ankara nach Istanbul führte, begünstigte die Entwicklung von Kultur, Handel und Gewerbe und die frühe Ausbildung administrativer Einrichtungen. Seinerzeit war die Bevölkerung zahlreicher als heute. Ayaş wurde bereits im 19. Jahrhundert eine eigene Gemeinde. Während des Völkermordes an den Armeniern war Ayaş ab dem Jahre 1915 Sammellager und Hinrichtungsort zahlreicher aus Istanbul deportierter armenischer Intellektueller.
Die im Stadtlogo abgebildete Jahreszahl 1872 dürfte auf das Jahr der Erhebung zur Gemeinde (Belediye/Belde) hinweisen
Bis zur Verwaltungsreform 2013 bestanden noch 13 Dörfer (Köy), die danach in Stadtviertel (Mahalles) umgewandelt wurden.

## Persönlichkeiten
- Benyāmīn bzw. Ibn-Yāmīn († 1520), Kalifa der anatolischen Malāmatiyya, einer häretischen Sekte, die in Fortsetzung älterer Traditionen aus einer Abspaltung der Bayrāmiyya, der Tarika von Hacı Bayram Veli entstand[3]
- Ayaşlı Nişancı İsmail Pascha, Großwesir (2. März 1688 bis 2. Mai 1688)